# Nella valle del sogno
Nella valle del sogno (Das Tal des Traumes) è un film muto del 1914 diretto da Curt A. Stark.

## Trama
Nadine è sposata con il barone Reczel, ma il matrimonio è infelice e il barone tratta la moglie in maniera grossolana e ripugnante. Segretamente, Nadine si reca in Italia, dove va a lavorare sotto il nome di sorella Marta come infermiera per il conte Sawitz che vive sul lago di Garda. Wotan, un amico del conte, si innamora di lei. Ma Reczel riesce a far ritornare la moglie a casa, dove le impedisce di andarsene. Cercandola, Wotan la rivede a casa Reczel e scopre che l'infermiera che ama non è altri che la padrona di casa. Furioso, la fa una scenata che è intesa dal barone. Quest'ultimo, geloso, aggredisce la moglie ma si sente male. Prende allora della morfina ma la dose è eccessiva e il barone muore. Gabor, il figlio di primo letto del barone, pretende ora la sua eredità. Non solo, minaccia la matrigna di accusarla di omicidio se non diventerà sua moglie. Durante il processo, un servo - pagato da Gabor - rende una falsa testimonianza contro Nadine che, però, poi ritratta. Gabor va incontro a una giusta punizione e, finalmente libera, Nadine può raggiungere il suo Wotan sul lago di Garda, nella loro valle del sogno.

## Produzione
Il film fu prodotto dalla Messter Film. Venne girato sul lago di Garda.

## Distribuzione
In Germania, il film fu presentato in prima a Berlino il 20 marzo 1914.